# The Wiz (musical)
The Wiz is een musical met een cast die volledig bestaat uit zwarte personen. De musical is er een van vele die geïnspireerd zijn op het boek De tovenaar van Oz, van schrijver L. Frank Baum, die zeer bekend is vanwege de film The Wizard of Oz (1939). De eerste musicals over de verhalen over Oz werden gemaakt in de eerste decennia van de 20ste eeuw.
De première vond plaats in 1975 in het Majestic Theatre in Manhattan. Later verhuisde de musical naar het Broadway Theater. In totaal liep de musical vier jaar lang; ze telde meer dan 1600 voorstellingen.
De musical won zeven Tony Awards waaronder die voor de beste musical. Het meest populaire nummer was Ease on Down the Road dat door de personages wordt gezongen als ze de gele weg volgen.

## Rolverdeling
- Stephanie Mills als Dorothy
- Hinton Battle als de vogelverschrikker
- Tiger Haynes als de Blikkenman
- Ted Ross als de Leeuw
- Dee Dee Bridgewater als Glinda the Good Witch
- André DeShields als de tovenaar van Oz
- Mabel King als Evillene the Wicked Witch of the West

De productie werd geregisseerd door Geoffrey Holder.

## Verfilming
De musical is verfilmd als The Wiz (1978).

## In Nederland
In Nederland is een versie van deze musical (als The Wiz) in 2006 op de planken gebracht door Joop van den Ende. In 1995 heeft stichting Theaterplan The Wiz geproduceerd. Dit was zo succesvol dat Theaterplan voor hun 20-jarig bestaan de musical nogmaals heeft uitgebracht. In 2011 is stichting Theaterplan gekomen met een musicalparodie van The Wiz.In het theaterseizoen 2025-2026 produceert Van Hoorne Studios de musical als rondreizende productie.
| Rol                | 2006-2007 Stage Entertainment | Verlenging 2007 Stage Entertainment | 2024-2025 Van Hoorne Studios |
| ------------------ | --- | --- | --- |
| Dorothy            | Nurlaila Karim | Nurlaila Karim | Mickey Vermeer |
| understudy's       | Tashka Cijntje, Salomé Mayland, Valerie Dwarkasing | Tashka Cijntje, Salomé Mayland, Valerie Dwarkasing | Natascha Molly (Walk-in-Cover) |
| The Wiz            | Danny de Munk | Jamai Loman | Kelvin Wormgoor |
| Alternate          | Charly Luske | Jim de Groot | |
| Understudy's       | Roy Kullick, Ger Savelkoul | Roy Kullick, Ger Savelkoul | Aron Bruisten |
| Vogelverschrikker  | Danny Yanga | Danny Yanga | Mitch Wolterink |
| Alternate          | Jamai Loman | Jamai Loman | |
| Understudy         | Marcel Veenendaal, Wouter van Schaaijk, Kelvin Wormgoor | Marcel Veenendaal, Wouter van Schaaijk, Kelvin Wormgoor | Aron Bruisten, Jelmer Engelaar |
| Blikkeman          | Jerrel Houtsnee | Jerrel Houtsnee | Qshans Thode |
| Understudy's       | Tabi Awan, Kok-Hwa Lie, Robbert van den Bergh | Tabi Awan, Kok-Hwa Lie, Robbert van den Bergh | Aron Bruisten, Jelmer Engelaar |
| Laffe Leeuw        | Jeroen Phaff | Peter Rijnbeek | Marcel Visscher |
| Alternate          | Peter Rijnbeek | Alex Klaasen | |
| Understudy's       | Stanley Alejandro Clementina, Ger Savelkoul | Stanley Alejandro Clementina, Ger Savelkoul | Aron Bruisten |
| Glinda             | Mathilde Santing | | Mariska van Kolck |
| Alternate          | Esther Hart | Glennis Grace | |
| Understudy's       | Jacqueline Jonkers | | Marisa van der Meer (Walk-in-Cover)                                                                                               |
| Sadista            | Marjolijn Touw | Sophia Wezer | Linda Wagenmakers |
| Understudy's       | Martine de Jager, Roeselien Wekker | Martine de Jager, Roeselien Wekker | Marisa van der Meer (Walk-in-Cover)                                                                                               |
| Acadabra           | Sophia Wezer | Nicole Berendsen | Annefleur van den Berg |
| Understudy's       | Roeselien Wekker, Noortje Fassaert | Roeselien Wekker, Noortje Fassaert | Isabelle Verhoeven |
| Ensemble en Swings | Lisette Eising, David Eisinger, Maja Egter van Wissekerke, Martine de Jager (tante Em), Mark Jong A Pin, Rogier Komproe, Manon Novak, Kries Siekerman, Clifford Stein, Roeselien Wekker (understudy Tante Em), Eshter Koenen, Jorien Molenaar, Rahana Oemed, Marc Uijen, Menno Leemhuis, Ferry de Graaf | Lisette Eising, David Eisinger, Maja Egter van Wissekerke, Martine de Jager (tante Em), Mark Jong A Pin, Rogier Komproe, Manon Novak, Kries Siekerman, Clifford Stein, Roeselien Wekker (understudy Tante Em), Eshter Koenen, Jorien Molenaar, Rahana Oemed, Marc Uijen, Menno Leemhuis, Ferry de Graaf | Mariska van Kolck (Tante Em), Isabelle Verhoeven, Joris Gootjes (Graaf Slijmjurk), Quinten de Baets, Jaydee Bink, Jelmer Engelaar |